# 국립밀양기상과학관
국립밀양기상과학관(國立密陽氣象科學館)은 2020년 5월 21일 개관한 대한민국에 위치한 여섯 개의 국립기상과학관 중에 하나이다. 과학관의 전체 면적은 약 2860m² 정도이며 총 지상 2층과 지하 1층으로 이루어져 있다. 국내 최대 규모의 토네이도 전시물과 기상청의 국가기상센터 체험관, 기상예보관&기상캐스터 직업체험 등 기상기후 전문과학관만의 특별한 경험을 할 수 있다. 알쏭달쏭한 기상과학의 원리를 쉽고 재미있게 체험하며 학습할 수 있는 과학문화 플랫폼이다.

## 위치와 오는 방법
국립밀양기상과학관은 경상남도 밀양시 교동 84에 위치하고 있으며 오는 방법은 KTX 이용 시 밀양역 정류장에서 시내버스 2번, 22번, 27번, 2부산대, 2가곡, 2청운, 2칠성, 6상동 1~3등을 탑승한 후 아리랑아트센터 정류장에서 하차한 후 도보로 10분 정도 걷거나 시외버스 이용 시 밀양버스터미널 정류장(도보 2분)에서 시내버스 2번, 27번, 27-2번, 2부산대, 2가곡, 2청운, 2칠성, 고례1, 국전 등을 탑승한 후 아리랑아트센터 정류장에서 하차하면 된다.  승용차 이용 시 밀양ic에서 약 5~7분간 소요되며 남밀양 ic에서 밀양 시내를 경유하면 약 15~20분간 소요된다.

## 운영시간과 요금
국립밀양기상과학관의 운영시간은 다음과 같다.
- 오전 10시 ~ 오후 5시 30분 (매표 마감 시간: 과학관+천문대+박물관 3종 통합권(15시), 과학관+천문대 2종 통합권(16시), 과학관 단일권(16시30분)

국립밀양기상과학관의 요금은 다음과 같다.
- 성인의 경우 개인은 2000원, 20인 이상의 단체일 경우 1000원 (만 19세 ~ 만 64세)
- 청소년 및 어린이의 경우 개인은 1000원, 20인 이상의 단체일 경우 500원 (만 7세 ~ 만 18세)
- 만 6세 이하의 유아와 만 65세 이상의 노인은 입장료 면제
- [우대] 학생 인솔교사 및 단체관람을 위한 사전답사자, 국가유공자와 그 유족, 동반보호자 1인, 장애인(1~3급)과 동반보호자 1인, 기초생활수급자 및 과학기술유공자, 그밖에 법령에 따른 예우 대상자, 국가 및 부산, 울산, 경남 교육기관(어린이집, 학교 등)의 단체, 국빈 및 수행자, 공무수행 목적자, 기관장 인정자는 입장료 면제
- [할인] 다자녀가구 구성원(태아를 포함한 2자녀 이상이며, 막내 자녀가 18세 이하인 가구), 「한부모가족지원법」에 따른 지원대상자, 밀양시민 및 「밀양시 명예시민증 수여 조례」에 따른 명예시민, 국립밀양기상과학관-밀양아리랑우주천문대-밀양시립박물관 통합관람권 발권자

## 휴관
국립밀양기상과학관의 휴관일은 다음과 같다.
- 매주 월요일(단, 월요일이 공휴일인 경우에는 개관하며 다음의 첫 번째 평일에 휴관함)
- 1월 1일
- 설날, 추석 당일
- 기타 휴관은 국립밀양기상과학관 누리집, SNS 등을 통해 사전 공지함

## 전시관

### 로비
- 얼음골의 빛
- 등록키오스크

### 기상현상관
- 기상역사터널
- 오로라
- 코리올리포스, 계절풍, 제트기류
- 밀양 얼음골
- 클라우드 아트
- 지진파의 종류
- 토네이도

### 기상예보관
- 기상관측 데이터의 수집과 활용
- 국가기상센터 체험관
- 기상캐스터 체험 스튜디오

### 기후변화관
- 기후변화와 역사
- 데이터로 알아본 기후변화
- 세계의 이상기상 현상
- 기후변화, 여러분의 생각은?
- 지구를 지켜라!
- 기후변화 체험 VR

### 영상관
- 기후변화 인터랙티브 체험 영상

### 야외
- 날씨쉼터

## 같이 보기
- 국립충주기상과학관
- 국립대구기상과학관
- 국립전북기상과학관